# Papa Silveriu
Papa Silveriu (n. 477 d.Hr., Frosinone, Lazio, Regatul Italiei – d. 20 iunie 537 d.Hr., Ponza, Lazio, Regatul Italiei) a fost un papă al Romei din 8 iunie 536 până în martie 537.

## Origine
A fost fiul legitim al Papei Hormisdas, născut înainte ca tatăl său să fi devenit preot.

## Alegere
Papa Agapet I a murit la Constantinopol, iar împărăteasa bizantină Teodora, adeptă a monofizitismului, i-a oferit unui diacon roman, Vigiliu, scaunul papal în schimbul reinstalării fostului patriarh monofizit, Antim. În același timp la Roma, în iunie 536, a fost ales Papa Silveriu, susținut de Regele ostrogoților, Theodahad, nepotul Regelui Theodoric cel Mare.

## Viața
Pe 9 Decembrie 536, generalul bizantin al împăratului Iustinian, Belizarius, a intrat în Roma cu aprobarea Papei Silveriu. Succesorul regelui ostrogot Theodahad, Witiges a asediat Roma de câteva luni, timp în care populația a suferit de foame. Papa Silveriu a fost ales, ca să vorbească cu Witiges, oferindu-i orașul.
În consecință, Papa Silveriu a fost deposedat de titlul papal, devenind un simplu călugăr, de către generalul Belisarius în martie 537. Era acuzat de complot împotriva generalului, dovadă era o întreagă corespondență avută cu goții. Silveriu a plecat la Constantinopol, pentru a se exonera de acuzații, iar împăratul Iustinian ca răspuns la reclamațiile sale, l-a trimis înapoi la Roma. Însă Vigiliu l-a exilat pe Silveriu, acesta fiind trimis ca prizonier în închisoarea Pandataria, de pe insula Ventotene, unde a stat restul vieții sale în obscuritate. A murit la 20 iunie 537.

## Deces
După Liber Pontificalis, Papa Silveriu nu a fost exilat pe insula Ventotene, ci mai degrabă pe insula Palmarola unde a murit după cîteva luni mai târziu, pe 20 Iunie 537.

## Beatificare
Papa Silveriu a fost mai târziu beatificat și recunoscut ca sfânt, deși nu a fost niciodată canonizat, fiind patronul spiritual al insulei Ponza, din Italia. Prima datare în rândul sfinților este din timpul sec. al XIX-lea.